# Beat Hefti
Beat Hefti, švicarski tekmovalec v bobu, * 3. februar 1978.